# Ammó d'Eleàrquia
Ammó (grec antic: Ἄμμων; llatí: Ammon) fou un bisbe d'Eleàrquia, a la Tebaida (Egipte), de final del segle iv i començament del segle v. Teòfil d'Alexandria li va dirigir una carta canònica que en la seva versió llatina es titula De Vita et Conversatione SS. Pachomii et Theodori.